# Styreåre
En styreåre er i skibsterminologi betegnelsen for en bredbladet åre på skibets styrbords side, som man styrer skibet med.
Romerske skibe havde en styreåre på hver side i skibets agterende, forbundet med en tværstang. Ved at skyde stangen til den ene eller anden side kunne rorgængeren ændre stillingen på begge ror samtidig. Vikingernes skibe var udstyret med én styreåre på højre side. Derfor kaldes højre side af skibe endnu i dag for styrbords side (venstre side kaldes bagbords side). I den tidlige middelalder begyndte man at konstruere skibene med et stavnror centreret i forlængelse af skibets køl. Dette var mere hensigtsmæssigt end én styreåre, da det ikke stak dybere end det øvrige skib, og styrede lige effektivt uanset om skibet krængede til den ene eller den anden side.
Der har også eksisteret skibe med to styreårer, antagelig dog kun brugt en ad gangen, i den læ side.
- Styreåre til højre på en ægyptisk flodbåd illustreret i Tomb of Menna (c. 1422-1411 f.Kr.)
- Styreåre på en båd fra vikingetiden
- Styreåre på en båd fra vikingetiden